# Kanton Nantes-4

Lage des Kantons Nantes-4 innerhalb der Stadt Nantes

Der Kanton Nantes-4 (bretonisch Kanton Naoned-4) ist seit 1790 ein französischer Kanton im Arrondissement Nantes, im Département Loire-Atlantique und in der Region Pays de la Loire.

## Geschichte
Der Kanton entstand 1790. Durch Aufteilung der Stadt Nantes in weitere Kantone verkleinerte sich sein Gebiet stetig. In seiner heutigen Form entstand er bei der Neueinteilung der französischen Kantone im Jahr 2015.

## Lage
Der Kanton liegt im Zentrum des Départements Loire-Atlantique.

## Gemeinden
Der Kanton Nantes-4 umfasst Viertel im Südwesten der Stadt Nantes: die Quartiere Chantenay, La Janvraie, Mellinet, Sainte-Anne und Viarme
Der alte Kanton Nantes-4 besaß vor 2015 einen anderen INSEE-Code als heute, nämlich 4423.

## Politik
Im 1. Wahlgang am 22. März 2015 erreichte keines der sieben Wahlpaare die absolute Mehrheit. Bei der Stichwahl am 29. März 2015 gewann das Gespann Jérôme Alemany/Abbassia Hakem (beide PS) gegen Rozenn Hamel/Guillaume Richard (beide Union de la Droite) mit einem Stimmenanteil von 53,48 % (Wahlbeteiligung:47,54 %).
| Vertreter im conseil général des Départements | Vertreter im conseil général des Départements | Vertreter im conseil général des Départements |
| Amtszeit                                      | Name                                          | Partei                                        |
| --------------------------------------------- | --------------------------------------------- | --------------------------------------------- |
| 2015–                                         | Jérôme Alemany Abbassia Hakem                 | PS                                            |